# Dearborn Automobile Company

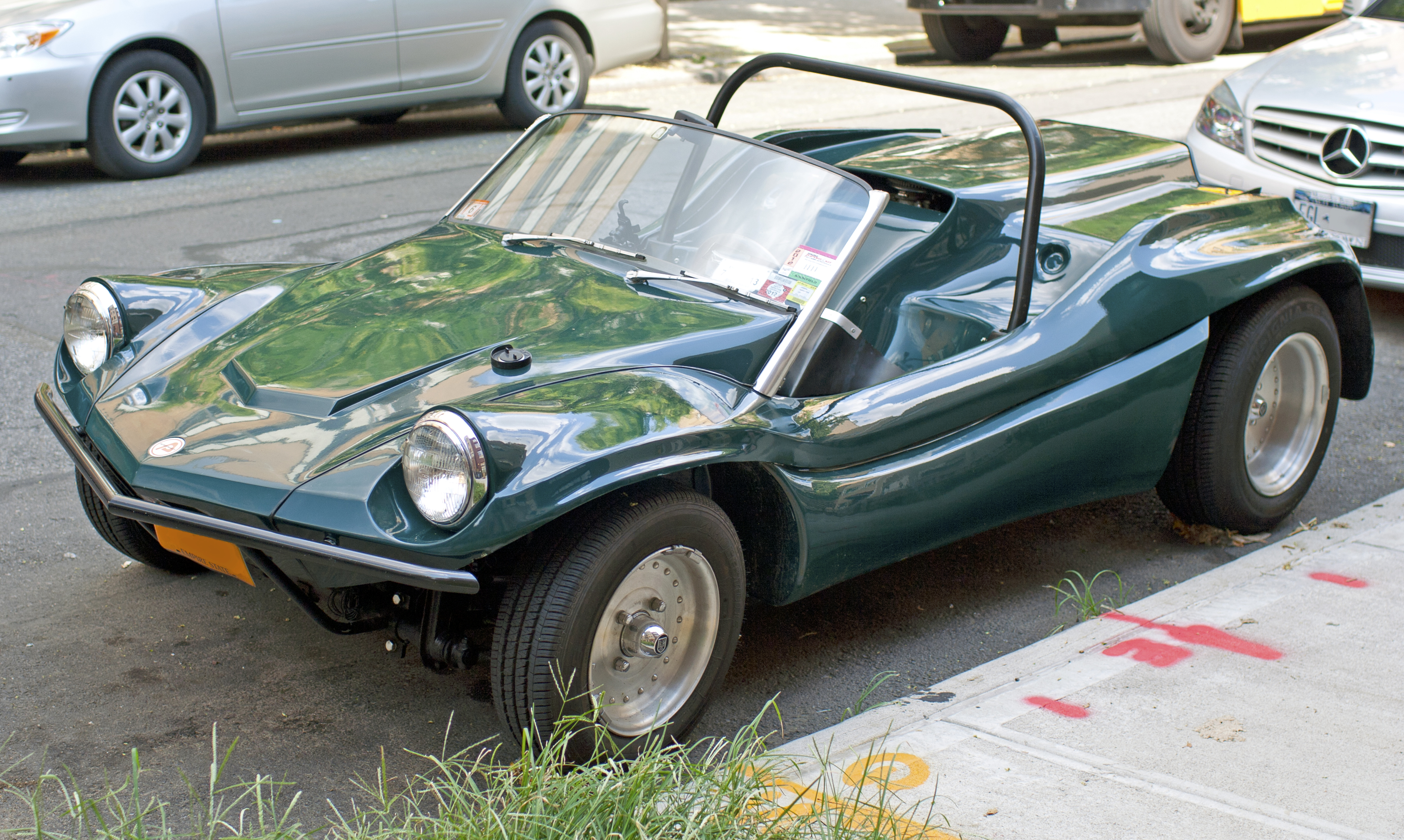
Deserter GS

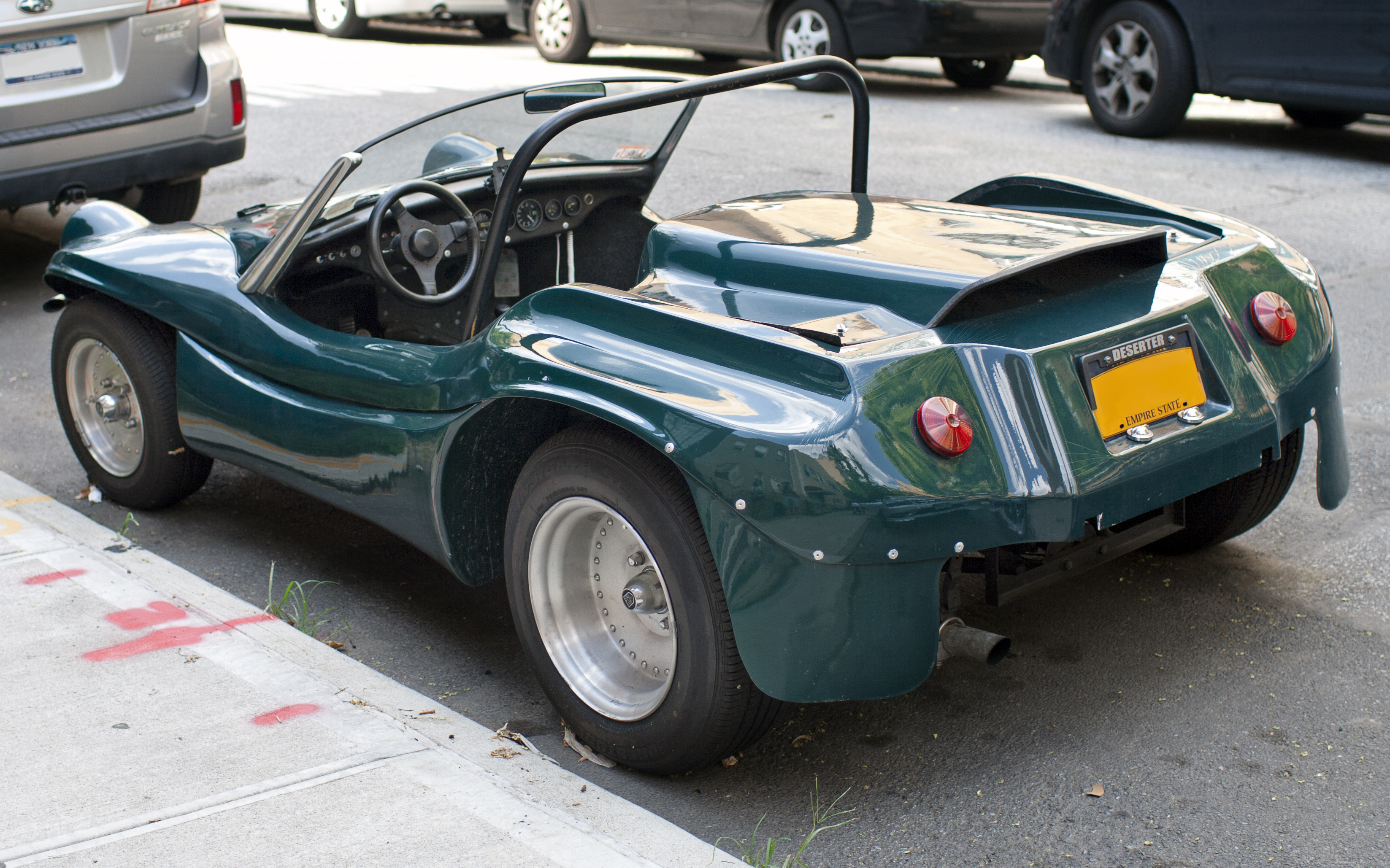
Heckansicht

Dearborn Automobile Company Inc. war ein US-amerikanisches Unternehmen im Bereich von Automobilen und Fahrzeughersteller.

## Unternehmensgeschichte
Alex Dearborn gründete das Unternehmen am 28. April 1967. Der Sitz war zunächst in Marblehead in Massachusetts. In dem Jahr begann die Produktion von Automobilen. Der Markenname lautete Deserter. Es bestand eine Zusammenarbeit mit Autodynamics aus derselben Stadt. 1971 endete die Fahrzeugproduktion. Insgesamt entstanden etwa 1250 Fahrzeuge.
Im Bereich Restauration war das Unternehmen noch jahrelang tätig. Als letzter Sitz ist Topsfield in Massachusetts überliefert. Am 18. Juni 2012 wurde es aufgelöst.
Buggy-Center-Hamburg G. Kühn aus Hamburg war Lizenznehmer.

## Fahrzeuge
Das erste Modell war ein VW-Buggy. Er basierte auf einem Fahrgestell vom VW Käfer, das auf 213 cm (84 Zoll) gekürzt wurde. Darauf wurde eine offene Karosserie aus Fiberglas montiert.
Der GS basierte auf einem Rohrrahmen von Autodynamics. Ihn trieben Boxermotoren vom Chevrolet Corvair, Porsche 911 oder Porsche 912 an, die in Mittelmotorbauweise hinter den Sitzen montiert waren.